# La Zona (Albacete)
La Zona es el territorio urbano de la ciudad española de Albacete que constituye la principal zona de marcha de la capital, situada en pleno centro. Es la mayor zona de fiesta de Castilla-La Mancha. Además de su agitada actividad durante el día, es famosa por su activa vida nocturna, especialmente en jueves, viernes y sábado, lo que motiva escapadas de fin de semana desde otras localidades para vivir la noche. Sus terrazas congregan a miles de albaceteños y visitantes.
El origen de esta zona se encuentra en los años 1970, en tiempos de la movida albaceteña, donde comenzó a formarse con la calle Concepción como punto de partida.
Comprende gran variedad de calles y plazas, destacando el primer tramo de la calle Tejares y la calle Concepción, la plaza de San José, así como las calles Gaona, Jesús Nazareno, Parra, Nueva, Caldereros y los tramos finales de la calle Tinte y la calle Mayor, llegando hasta la plaza de Carretas y la plaza de Mateo Villora, dentro de los barrios Centro y Carretas-Huerta de Marzo de Albacete.
Buena parte de las calles que comprenden La Zona son peatonales. Una de las calles más destacadas es la calle Tejares, que cuenta con decenas de pubs, lugares de tapeo, restaurantes y franquicias, lugar de marcha de los más jóvenes. Mientras tanto, en la calle Concepción hay pubs y clubs de todo tipo, desde chillout loungues a pubs ambientados o salas de jazz, donde se congregan jóvenes y no tan jóvenes. La caña con tapa a un precio reducido o tapeo es muy habitual en esta zona, lo que genera una gran actividad durante todo el día. Son famosos los cubos de cerveza o el café torero.

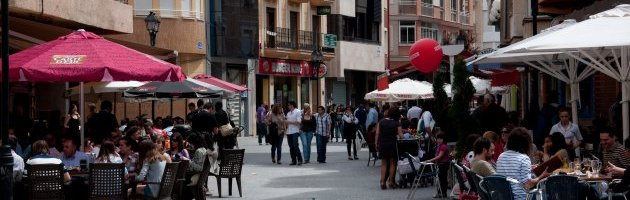
Terrazas concurridas en La Zona

El gran ambiente que se desarrolla a lo largo de La Zona ha convertido a la capital en uno de los destinos nacionales más destacados para celebrar despedidas de soltero, junto con otras ciudades como Granada. Los visitantes proceden de toda España pero sobre todo de provincias como Murcia, Alicante, Valencia o Madrid.
En La Zona se pueden encontrar establecimientos de gran variedad, como pubs, discotecas, bares, restaurantes, cafeterías, asiáticos, karaokes, clubs de jazz, salas de música indie, gintonerías, locales de ambiente gay, gastrobares, chillout loungues, kebabs, franquicias de comida rápida, teterías, salas de rock, taperías, bocadillerías, hamburgueserías, restaurantes de lujo... Los bares de copas se mantienen abiertos desde por la mañana hasta las 4 de la madrugada, mientras que las discotecas cierran más tarde.